# Lepidasthenia strelkovi
Lepidasthenia strelkovi är en ringmaskart som beskrevs av Averincev och Uschakov 1977. Lepidasthenia strelkovi ingår i släktet Lepidasthenia och familjen Polynoidae. Inga underarter finns listade i Catalogue of Life.